# Les Caves du Majestic (roman)
Pour les articles homonymes, voir Les Caves du Majestic.
Les Caves du Majestic est un roman policier de Georges Simenon écrit en décembre 1939 et publié en 1942, dans le recueil Maigret revient. Il fait partie de la série des Maigret.
Le roman se déroule à Paris (hôtel « Majestic », avenue des Champs-Élysées), à Saint-Cloud et à Cannes, dans les années 1930-1940 ; l’enquête se déroule du 20 février au 23 février.
Maigret s’imprègne du climat d’un milieu, celui du personnel de l'hôtel Majestic, oppose son intuition aux déductions d’un juge, marque sa sympathie pour les personnes les plus déshéritées.

## Personnages principaux
- Émilienne Clark, jadis dite « Mimi » : ex-entraîneuse à Cannes, 28 ou 29 ans, la victime, aujourd'hui épouse d'Oswald Clark.
- Oswald Clark : son mari américain, industriel à Détroit.
- Teddy Clark : leur fils adolescent.
- Prosper Donge : chef de la cafeteria de l'hôtel Majestic, célibataire, la quarantaine.
- Charlotte : maîtresse de Donge, préposée aux lavabos dans une boîte de la rue Pierre-Fontaine, ex-danseuse à Cannes.
- Jean Ramuel : comptable de l'hôtel Majestic, faussaire à ses heures, 48 ans.
- Justin Collebœuf : portier de nuit de l'hôtel Majestic.
- M. Bonneau : juge d'instruction chargé de l’affaire.

## Résumé
- Mise en place de l'intrigue

Mme Clark, Américaine descendue à l'hôtel Majestic avec son époux et leur fils Teddy, est retrouvée étranglée dans le vestiaire du personnel de l'établissement ; le cadavre a été trouvé dans une armoire du vestiaire par Prosper Donge. M. Clark étant un industriel important, Maigret est prié de mener l'enquête avec discrétion. 
- Enquête

Après une journée passée dans les caves du palace, le commissaire s'intéresse à Prosper Donge, domicilié à Saint-Cloud, vivant avec Charlotte, ancienne danseuse qu'il a jadis connue à Cannes, où il s'occupait de la cafeteria à l'hôtel « Miramar ». Charlotte et Prosper sont effrayés par l'enquête. Lorsqu'un deuxième corps, celui de Justin Collebœuf, portier de nuit de l'hôtel, est retrouvé le lendemain, étranglé lui aussi, dans la même armoire du vestiaire, le juge Bonneau fait arrêter Prosper Donge, contre l'avis de Maigret, lequel éprouve de la sympathie pour le couple de Saint-Cloud. Et pourtant, le juge a des motifs pour justifier l'arrestation : ne vient-on pas de découvrir que Prosper Donge, à Cannes, avait eu une liaison avec Mme Clark qui n'était alors que Mimi, entraîneuse à « La Belle Étoile » ? Elle était même enceinte au moment où Clark, de passage à Cannes, était tombé amoureux d'elle ; elle en avait profité pour se faire épouser par le riche Américain, lui laissant croire que l'enfant était de lui. Le jeune Teddy Clark est donc en réalité le fils de Prosper Donge. 
Le juge flaire immédiatement une affaire de chantage exercé par l'ancien amant de Mimi. Maigret continue l'enquête, persuadé que Prosper Donge est innocent ; il rôde parmi le personnel du Majestic.
- Dénouement et révélations finales

En fait, c'est bien de chantage qu'il s'agit, mais non dans le sens imaginé par le juge. Maigret découvre la vérité : de l'hôtel, Prosper Donge écrivait parfois à Mimi, non pour avoir de l'argent, mais pour la supplier de lui rendre son fils. Le comptable du palace, l'ancien faussaire Ramuel, avait surpris une de ces lettres ; imitant l'écriture de Prosper Donge, il avait aussi écrit à Mimi, mais pour lui extorquer de l'argent. Et Mimi payait... Lorsque les Clark sont arrivés par hasard au Majestic, Ramuel a compris que son escroquerie allait être découverte et n'a pas hésité à tuer Mimi. Il a supprimé aussi le brave Collebœuf, témoin de ses activités. 
M. Clark, très compréhensif, laisse Teddy à Charlotte et à Prosper Donge. Une nouvelle vie va commencer pour Teddy. Ramuel est condamné aux travaux forcés à perpétuité.

## Éditions
- Prépublication en feuilleton dans l'hebdomadaire Marianne, en 1940
- Édition originale : Gallimard, 1942
- Tout Simenon, tome 23, Omnibus, 2003  (ISBN 978-2-258-06108-8)
- Folio Policier, n° 590, 2010  (ISBN 978-2-07-030450-9)
- Tout Maigret, tome 3, Omnibus,  2019  (ISBN 978-2-258-15044-7)

## Adaptations
- Les Caves du Majestic, film français de Richard Pottier, avec Albert Préjean, sorti le 31 octobre 1945.
- The Cellars of the Majestic, téléfilm anglais d'Eric Tayler, avec Rupert Davies, diffusé en 1963.
- Les Caves du Majestic, téléfilm français de Maurice Frydland, avec Jean Richard, diffusé en 1987.
- Maigret et les Caves du Majestic, téléfilm franco-suisse de Claude Goretta, avec Bruno Cremer, diffusé en 1993
- Maigret and the Hotel Majestic, téléfilm anglais de Nick Renton, avec Michael Gambon, diffusé en 1993.